# Residencia de Oficiales
La Residencia de Oficiales fue un edificio de estilo neoplateresco situado en el Ensanche Modernista, en la Calle General Astilleros de la ciudad española de Melilla que formó parte del Conjunto Histórico Artístico de la Ciudad de Melilla, un Bien de Interés Cultural.

## Historia

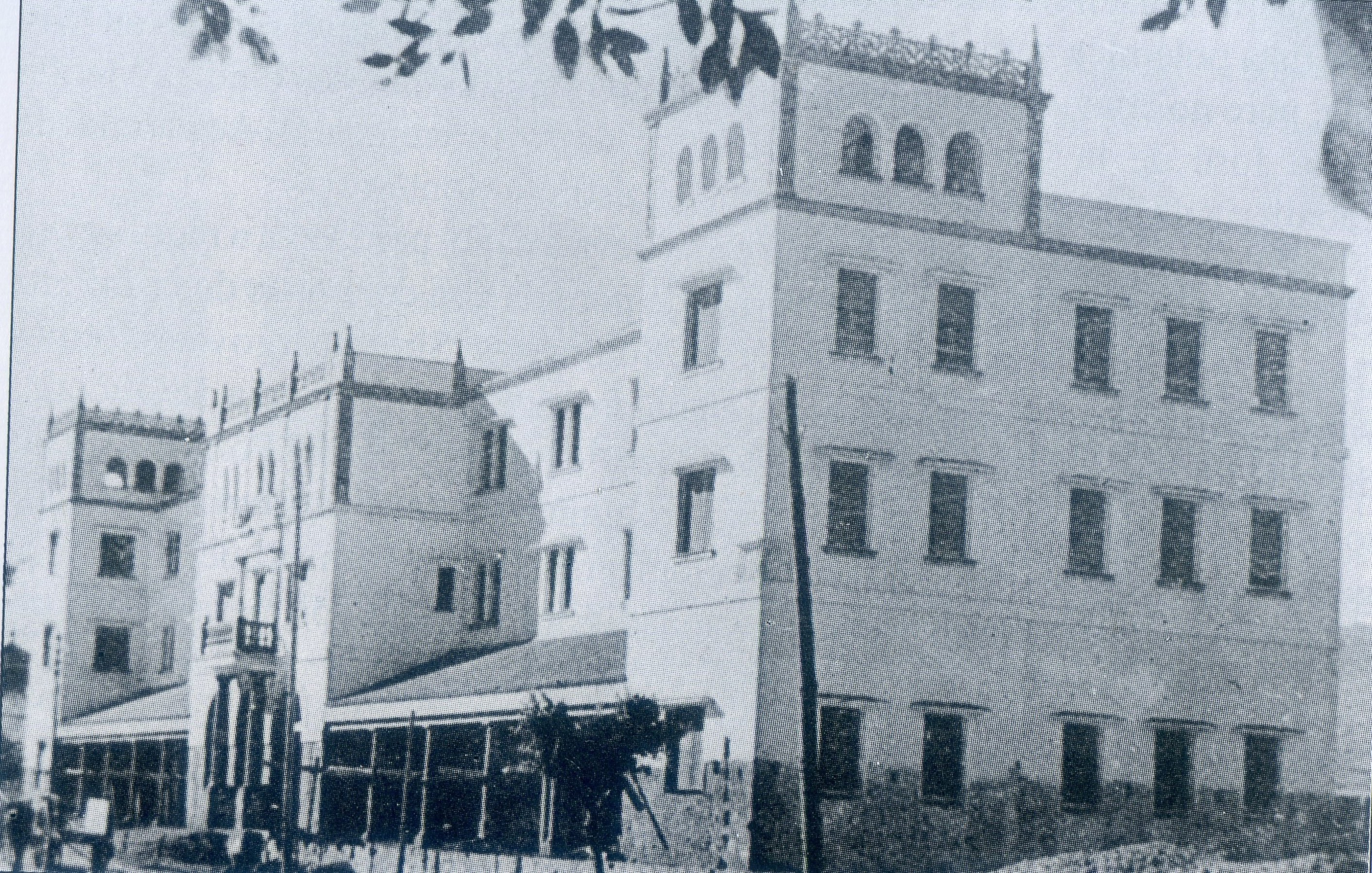

Fue construido en 1944 según diseño de Mariano del Pozo reaprovechado del proyecto de construcción de la sede de la Comandancia General de Melilla en el solar del Palacio de la Asamblea.
 y abandonado en 2002.
En 2016 se declaró en ruina económica tras una degradación y ocupación que pudieron ocasionar daños estructurales en el hormigón armado, previsiblemente de mala calidad dada la época y el 16 de diciembre de 2017 comenzó su derribo.

## Descripción
Constaba de planta baja y dos plantas superiores, estando estructurado en un cuerpo principal con un gran balcón al que se le añadián dos alas con techo a dos aguas, de ventanas bíforas y porche que terminaban en torres cuadradas de tres plantas, rematadas con cresterías. Su estructura era de hormigón armado, con cerramientos de mampostería de piedra local y ladrillo macizo, así como vigas de hierro para la cubierta a dos aguas.